# Números primos gémeos
Números primos gémeos, na teoria dos números, são dois números primos cuja diferença é igual a dois. Os primeiros pares de números primos gémeos são {\displaystyle (3,5),~(5,7),~(11,13),~(17,19),~(29,31),~(41,43),~(59,61),~(71,73),~(101,103),~(107,109),~(137,139)} (sequência A001097 na OEIS). Os maiores números conhecidos com estas características são {\displaystyle 3756801695685\cdot ~2^{666669}\pm 1}, descobertos em dezembro de 2011. Existem cerca de mil números primos gémeos abaixo de 100 000 e oito mil abaixo de 1 000 000.

## Propriedades
Sabe-se que com exceção dos números 2 e 3 todos os números primos gêmeos são da forma {\displaystyle p=6K\pm 1}. Daí segue, que todos os pares de primos gêmeos, com exceção do 3 e 5 são da forma {\displaystyle (6K-1,6K+1)}. Além disso, segue que o único inteiro que é parte de 2 pares de primos gêmeos é o 5.
Em 1949 P.A. Clement demonstrou que {\displaystyle (p,~p+2)} é um par de números primos gémeos se e somente se {\displaystyle 4((p-1)!+1)\equiv -p{\pmod {p(p+2)}}}.

## Infinidade
O problema de saber se existe uma infinidade de números primos gémeos é muito antigo, tendo Euclides conjecturado que sim. Esta conjectura é chamada de conjectura dos primos gémeos e é um dos problemas em aberto da Matemática. O matemático francês Alphonse de Polignac conjecturou, de forma mais geral, que para cada natural {\displaystyle k} há infinitos pares de primos {\displaystyle p} e {\displaystyle p'} tais que {\displaystyle p'-p=2k}. O caso {\displaystyle k=1} é a conjectura dos primos gémeos.
Em 17 de Abril de 2013, Yitang Zhang anunciou uma prova de que para algum inteiro {\displaystyle N} menor que 70 milhões, há infinitos pares de primos cuja diferença é {\displaystyle N}. Terence Tao, em sequência, propôs um projeto Polymath com a intenção de melhorar colaborativamente a cota de Zhang. Em abril de 2014, um ano após o anúncio inicial, a melhor cota provada é de 246, no lugar de 70 milhões.

## Teorema de Brun
Em 1915, Viggo Brun provou que a soma dos inversos dos primos gémeos é convergente. Esse resultado, chamado teorema de Brun, foi o primeiro uso do crivo de Brun, e ajudou a iniciar o desenvolvimento da teoria dos crivos moderna. Uma versão moderna do argumento de Brun pode ser usado para mostrar que a quantidade de primos gémeos menores que {\displaystyle N} não ultrapassa {\displaystyle C{\frac {N}{(\log N)^{2}}}} para alguma constante absoluta C>0.  Tal resultado é condizente a primeira conjectura de Hardy-Littlewood, que afirma que a quantidade de primos gémeos menores que {\displaystyle N} deve ser da ordem de {\displaystyle c{\frac {N}{(\log N)^{2}}}} para alguma constante {\displaystyle c>0}.